# U23-Leichtathletik-Länderkampf der Frauen 1994 Italien – Deutschland – Russland
| 3. Leichtathletik-Länderkampf mit deutscher Beteiligung 1994     | 3. Leichtathletik-Länderkampf mit deutscher Beteiligung 1994 |
| ---------------------------------------------------------------- | ------------------------------------------------------------ |
|                                                                  |                                                              |
| U23-Ländervergleich der Frauen: Italien – Deutschland – Russland |                                                              |
| Austragungsort                                                   | Modena                                                       |
| Wettbewerbe                                                      | 17                                                           |
| Datum                                                            | 16. Juli                                                     |
| 1. RUS 2. GER 3. ITA                                             | 149 Punkte 117 Punkte 089 Punkte                             |
| Chronik                                                          |                                                              |
| ← ITA-GER-RUS (U23-M)                                            | GER-FRA-RUS-SUI00 10kampf (U23-M) →                          |

Als dritten Vergleich des Länderkampfjahres 1994 trugen die deutschen U23-Athletinnen ihren einzigen Vergleich mit dem allgemeinen Leichtathletikprogramm dieser Saison gleichzeitig mit ihren männlichen Kollegen gegen Italien und Russland aus. Das Aufeinandertreffen fand am 16. Juli in wie die Männerbegegnung in der norditalienischen Stadt Modena statt. Auch die Frauen waren am U23-Dreiländerkampf des letzten Jahres mit Russland und Großbritannien beteiligt und hatten in ihrer Teilwertung wie die Männer gesiegt. Anstelle von Großbritannien trat 1994 wie bei den Männern Italien an.

## Modus
Auf dem Programm für die Länderkampfwertung standen siebzehn Wettbewerbe. Aus dem damaligen olympischen Frauenkatalog fehlten nur der 10.000-Meter-Lauf, der Marathonlauf und der Siebenkampf. Das bei Olympischen Spielen ausgetragene 10-km-Gehen fand verküzt über 5000 Meter statt. Zusätzlich zu den olympischen Disziplinen gab es den Dreisprung (olympisch ab 1996). Darüber hinaus wurden außerhalb der Länderkampfwertung der Stabhochsprung und der Hammerwurf (olympisch für Frauen jeweils ab 2000) angeboten.
Am Start waren zwei Teilnehmerinnen je Team und Disziplin. Die Punkte in den Einzelwettbewerben wurden nach folgendem Muster verteilt: 1. Platz: 7 Punkte /  2. Pl.: 5 P  /  3. Pl.: 4 P  /  4. Pl.: 3 P / … In den Staffeln gab es sieben zu vier zu zwei Punkte.

## Ergebnis
Russland lag in fast allen Teilbereichen des Länderkampfs vorn. In den Einzelläufen entschied das Team sechs Wettbewerbe für sich, Deutschland und Italien je einen. Von den Staffeln ging eine an Deutschland, die andere an Russland. Auch die russischen Geherinnen verbuchten den Sieg in ihrer Disziplin knapp vor den italienischen Vertreterinnen. Im Bereich Sprung gewannen die Russinnen zwei Disziplinen, die Deutschen eine, während die Italienerinnen hier wie auch in der Kategorie Wurf/Stoß leer ausgingen. In letzterer Kategorie lagen die deutschen Athletinnen mit zwei Siegen gegenüber einem russischen Erfolg vorn. Den außerhalb der Punktewertung ausgetragenen Stabhochsprung gewann das deutsche Team und im Hammerwurf – ebenfalls nicht in der Punktwertung – lagen beide deutschen Werferinnen vor ihren Konkurrentinnen, die allerdings dort mit nur jeweils einer Teilnehmerin antraten.
In der Länderkampfwertung mussten deutschen Leichtathletinnen 32 Punkte hinter den mit 149 Punkten siegreichen Russinnen eine Niederlage hinnehmen, platzierten sich als Zweite aber um einen Rang besser als die Männer in deren Wettkampf. Weitere 28 Punkte zurück belegte Gastgeber Italien den dritten und letzten Platz.

## Legende
Kurze Übersicht zur Bedeutung der Symbolik – so üblicherweise auch in sonstigen Veröffentlichungen verwendet:
| DSQ | disqualifiziert       |
| NMH | keine Höhe (No Mark)  |
| ogV | ohne gültigen Versuch |

## Einzelresultate

### 100 m
| Platz | Athletin           | Land | Zeit (s) |
| ----- | ------------------ | ---- | -------- |
| 1     | Julia Timofejewa   | RUS  | 11,79    |
| 2     | Natalia Schatalowa | RUS  | 11,79    |
| 3     | Carla Verniest     | GER  | 11,90    |
| 4     | Christina Hormann  | GER  | 11,92    |
| 5     | Sara Ciavarella    | ITA  | 12,12    |
| 6     | Daniela Checcacci  | ITA  | 12,34    |

Wind: −0,2 m/s

### 200 m
| Platz | Athletin            | Land | Zeit (s) |
| ----- | ------------------- | ---- | -------- |
| 1     | Julia Timofejewa    | RUS  | 23,66    |
| 2     | Birgit Rockmeier    | GER  | 23,74    |
| 3     | Natalia Schatalowa  | RUS  | 24,16    |
| 4     | Claudia Volk        | GER  | 24,16    |
| 5     | Giancarla Marinelli | ITA  | 24,23    |
| 6     | Elena Cantoni       | ITA  | 24,64    |

Wind: +0,8 m/s

### 400 m
| Platz | Athletin         | Land | Zeit (s) |
| ----- | ---------------- | ---- | -------- |
| 1     | Natalja Scharowa | RUS  | 53,64    |
| 2     | Silvia Steimle   | GER  | 54,13    |
| 3     | Gabi Rockmeier   | GER  | 54,28    |
| 4     | Julia Zujagina   | RUS  | 54,72    |
| 5     | Natalia Di Troia | ITA  | 55,33    |
| 6     | Elisa Moretti    | ITA  | 55,74    |

### 800 m
| Platz | Athletin         | Land | Zeit (min) |
| ----- | ---------------- | ---- | ---------- |
| 1     | Irina Platonowa  | RUS  | 2:04,55    |
| 2     | Anne Bruns       | GER  | 2:04,65    |
| 3     | Natalja Kuptsowa | RUS  | 2:05,36    |
| 4     | Simona Guarino   | ITA  | 2:07,34    |
| 5     | Vincenza Curri   | ITA  | 2:08,31    |
| 6     | Regina Ehmer     | GER  | 2:09,77    |

### 1500 m
| Platz | Athletin          | Land | Zeit (min) |
| ----- | ----------------- | ---- | ---------- |
| 1     | Maria Pantjukowa  | RUS  | 4:18,62    |
| 2     | Elisa Vagnini     | ITA  | 4:20,08    |
| 3     | Angelina Kulikowa | RUS  | 4:29,51    |
| 4     | Sylvia Kühnemund  | GER  | 4:29,86    |
| 5     | Chiara Gallorini  | ITA  | 4:30,54    |
| 6     | Ulrike Hachmann   | GER  | 4:32,46    |

### 3000 m
| Platz | Athletin             | Land | Zeit (min) |
| ----- | -------------------- | ---- | ---------- |
| 1     | Rosanna Martin       | ITA  | 09:29,07   |
| 2     | Tiziana Alagia       | ITA  | 09:33,31   |
| 3     | Friederike Schmidt   | GER  | 09:34,76   |
| 4     | Sandra Riemann       | GER  | 09:41,47   |
| 5     | Ludmilla Biktaschewa | RUS  | 09:44,14   |
| 6     | Silvia Schemejewa    | RUS  | 10:00,49   |

### 100 m Hürden
| Platz | Athletin              | Land | Zeit (s) |
| ----- | --------------------- | ---- | -------- |
| 1     | Irina Poljakowa       | RUS  | 13,5     |
| 2     | Regina Ahlke          | GER  | 13,6     |
| 3     | Katja Fust            | GER  | 13,7     |
| 4     | Barbara Fissi         | ITA  | 13,8     |
| 5     | Annamaria Di Terlizzi | ITA  | 14,0     |
| 6     | Swetlana Wischikowa   | RUS  | 14,2     |

### 400 m Hürden
| Platz | Athletin             | Land | Zeit (s) |
| ----- | -------------------- | ---- | -------- |
| 1     | Elena Kardasch       | RUS  | 58,49    |
| 2     | Monika Niederstätter | ITA  | 59,31    |
| 3     | Nicole Arnold        | GER  | 59,87    |
| 4     | Larissa Nachbar      | GER  | 60,43    |
| 5     | Angela Clementelli   | ITA  | 60,86    |
| 6     | Irina Poljakowa      | RUS  | 64,23    |

### 4 × 100 m Staffel
| Platz | Besetzung   | Land                                                                | Zeit (s) |
| ----- | ----------- | ------------------------------------------------------------------- | -------- |
| 1     | Deutschland | Carla Verniest Christina Hormann Birgit Rockmeier Claudia Volk      | 45,22    |
| 2     | Russland    | Julia Timofejewa Natalia Schatalowa Julia Schirokowa Viejkowa       | 45,82    |
| 3     | Italien     | Sara Ciavarella Giancarla Marinelli Elena Cantoni Daniela Checcacci | 46,46    |

### 4 × 400 m Staffel
| Platz | Besetzung   | Land                                                               | Zeit (min) |
| ----- | ----------- | ------------------------------------------------------------------ | ---------- |
| 1     | Russland    | Natalja Scharowa Irina Platonowa Zwiagina Natalja Kuptsowa         | 3:35,54    |
| 2     | Deutschland | Sandra Kuschmann Simone Beutelsbacher Kirsten Roese Silvia Steimle | 3:37,14    |
| 3     | Italien     | Elisa Moretti Ravasio Natalia Di Troia Doronzo                     | 3:41,60    |

### 5000 m Gehen
| Platz | Athletin           | Land | Zeit (h) |
| ----- | ------------------ | ---- | -------- |
| 1     | Tatjana Gudkowa    | RUS  | 22:26,32 |
| 2     | Rossella Giordanu  | ITA  | 22:30,03 |
| 3     | Michela Hafner     | ITA  | 22:42,02 |
| 4     | Jelena Kiselewa    | RUS  | 23:04,67 |
| 5     | Ute Vollmann       | GER  | 23:47,83 |
| DSQ   | Doreen Sellenrieck | GER  |          |

### Hochsprung
| Platz | Athletin         | Land | Höhe (m) |
| ----- | ---------------- | ---- | -------- |
| 1     | Julia Ljakowa    | RUS  | 1,87     |
| 2     | Christiane Meyer | GER  | 1,81     |
| 3     | Wiebke Schwärt   | GER  | 1,76     |
| 4     | Swetlana Iwanowa | RUS  | 1,73     |
| 5     | Simona Zannotti  | ITA  | 1,70     |
| 6     | Stefania Lovison | ITA  | 1,65     |

### Stabhochsprung
| Platz | Athletin              | Land | Höhe (m) |
| ----- | --------------------- | ---- | -------- |
| 1     | Andrea Müller         | GER  | 3,80     |
| 2     | Marina Andrejewa      | RUS  | 3,60     |
| 3     | Janet Zach            | GER  | 3,50     |
| 4     | Maria Carla Bresciani | ITA  | 2,80     |
| NMH   | Natalia Mekhanoschina | RUS  | ogV      |

Der Wettbewerb fand außerhalb der Punktewertung statt.
Aus Italien nahm nur eine Vertreterin teil.

### Weitsprung
| Platz | Athletin           | Land | Weite (m) |
| ----- | ------------------ | ---- | --------- |
| 1     | Julia Schirokowa   | RUS  | 6,44      |
| 2     | Ingeborg Leschnik  | GER  | 6,16      |
| 3     | Cristina Galli     | ITA  | 6,14      |
| 4     | Jana Kusnezowa     | RUS  | 6,03      |
| 5     | Nicoletta Frigerio | ITA  | 5,93      |
| 6     | Ines Barkking      | GER  | 5,64      |

### Dreisprung
| Platz | Athletin           | Land | Weite (m) |
| ----- | ------------------ | ---- | --------- |
| 1     | Irina Melnikowa I  | RUS  | 13,59     |
| 2     | Irina Melnikowa II | RUS  | 13,48     |
| 3     | Nadia Morandini    | ITA  | 12,82     |
| 4     | Noemi Calviglioni  | ITA  | 12,30     |
| 5     | Katja Bredemeier   | GER  | 12,10     |
| 6     | Claudia Stocker    | GER  | 11,92     |

### Kugelstoßen
| Platz | Athletin            | Land | Weite (m) |
| ----- | ------------------- | ---- | --------- |
| 1     | Ljudmila Setschko   | RUS  | 15,72     |
| 2     | Mirella Berger      | GER  | 15,58     |
| 3     | Ilona Beyer         | GER  | 15,39     |
| 4     | Irina Zakharowa     | RUS  | 14,95     |
| 5     | Donatella Rigamonti | ITA  | 14,77     |
| 6     | Tiziana Conti       | ITA  | 12,44     |

### Diskuswurf
| Platz | Athletin            | Land | Weite (m) |
| ----- | ------------------- | ---- | --------- |
| 1     | Martina Greithanner | GER  | 53,76     |
| 2     | Maria Wawilowa      | RUS  | 51,38     |
| 3     | Scilla Castellini   | ITA  | 50,82     |
| 4     | Donatella Rigamonti | ITA  | 49,68     |
| 5     | Oxana Koschukowa    | RUS  | 48,70     |
| 6     | Ulrike Heidelmann   | GER  | 47,90     |

### Hammerwurf
| Platz | Athletin         | Land | Weite (m) |
| ----- | ---------------- | ---- | --------- |
| 1     | Simone Mathes    | GER  | 58,46     |
| 2     | Kirsten Münchow  | GER  | 55,50     |
| 3     | Natalja Ignatowa | RUS  | 49,52     |
| 4     | Silvia Lazzari   | ITA  | 46,32     |

Der Wettbewerb fand außerhalb der Punktewertung statt.
Aus Russland und Italien nahmen nur jeweils eine Vertreterin teil.

### Speerwurf
| Platz | Athletin           | Land | Weite (m) |
| ----- | ------------------ | ---- | --------- |
| 1     | Dörte Barby        | GER  | 60,72     |
| 2     | Juliane Hoffmann   | GER  | 57,06     |
| 3     | Tatjana Nikischowa | RUS  | 51,12     |
| 4     | Gloria Crippa      | ITA  | 48,94     |
| 5     | Cinzia Dallona     | ITA  | 46,86     |
| 6     | Natalja Pudowikowa | RUS  | 46,72     |